# Coppa Italia 2004-2005 (calcio femminile)
L'edizione 2004-2005 è stata la trentatreesima della storia della Coppa Italia di calcio femminile. Il trofeo è stato vinto per la sesta volta dalla Torres, che ha sconfitto in finale la Vigor Senigallia.

## Squadre partecipanti
Al torneo hanno partecipato le 12 squadre di Serie A, le 24 squadre di Serie A2 e le 57 squadre di Serie B.

### Serie A
- A.D. Decimum Lazio
- Agliana
- Atletico Oristano
- Bardolino Verona
- Fiamma Monza
- ACF Milan

- Reggiana
- Tavagnacco
- Torino
- Torres
- Vallassinese Holcim
- Vigor Senigallia

### Serie A2
Girone A
- Alessandria
- Atalanta
- Como 2000
- Gravina
- Latte Puccio Palermo
- Ludos Palermo
- Mantova
- Montale 2000
- Matuziana Sanremo
- Piossasco
- Porto Mantovano
- Tradate Abbiate

Girone B
- Cervia
- Firenze
- Girls Roseto
- Perugia Grifo
- M. Matese Bojano
- Olbia
- Packcenter Imolese
- Rivignano
- Roma CF
- Trento
- VeneziaJesolo
- Vicenza

### Serie B
Girone A
- Biellese
- Football Cagliari
- Carrara
- Juventus 1978
- La Chivasso
- Levante Chiavari 1989
- Molassana Boero
- Quart Le Violette
- Romagnano
- Sampierdarenese Serra Riccò
- Spezia
- Villaputzu

Girone B
- Alghero
- Barcon
- Chiasiellis
- Clarentia
- Fortitudo Mozzecane
- Gordige
- Laghi
- Libertas Pasiano
- Pol. San Marco
- Real Ronzani
- Villacidro
- Vittorio Veneto

Girone C
- Atletico Pisa 2003
- Aurora Bergamo
- Bologna CF
- Caprera
- Dinamo Ravenna
- Livorno
- Nuova Lugo
- Pro Bergamo
- Riozzese
- Sulcis
- Valdarno
- Virtus Torre Pedrera

Girone D
- Atletico Lecce
- Barletta
- Campobasso
- Castelvecchio
- Multimarche Sanseverino
- Nuova Bari
- Porto Sant'Elpidio
- Queen Pescara
- Rimeco Italia Jesi
- San Gregorio
- Sezze

Girone E
- Athena Recale
- C.U.S. Cosenza
- Marsala
- Olimpica Corigliano
- Orlandia 97
- Pro Reggina 97
- Puccio Palermo
- Salernitana
- Unione delle Valli
- Venus Napoli

## Primo turno
Nel primo turno tutte le squadre eccetto la Torres, campione in carica, sono state divise in 28 gruppi e le vincenti ciascun gruppo sono state ammesse al secondo turno.

### Girone 1
| Pos. | Squadra                     | Pt | G | V | N | P | GF | GS | DR |
| ---- | --------------------------- | -- | - | - | - | - | -- | -- | -- |
| 1.   | Sampierdarenese Serra Riccò | 4  | 2 | 1 | 1 | 0 | 5  | 1  | +4 |
| 2.   | Matuziana Sanremo           | 2  | 2 | 0 | 2 | 0 | 2  | 2  | 0  |
| 3.   | Levante Chiavari 1989       | 1  | 2 | 0 | 1 | 1 | 1  | 5  | -4 |

| 12 settembre 2004 | Levante Chiavari 1989       | 1 - 1 | Matuziana Sanremo           |  |
| 19 settembre 2004 | Matuziana Sanremo           | 1 - 1 | Sampierdarenese Serra Riccò |  |
| 26 settembre 2004 | Sampierdarenese Serra Riccò | 4 - 0 | Levante Chiavari 1989       |  |

### Girone 2
| Pos. | Squadra         | Pt | G | V | N | P | GF | GS | DR |
| ---- | --------------- | -- | - | - | - | - | -- | -- | -- |
| 1.   | Piossasco       | 6  | 2 | 2 | 0 | 0 | 3  | 0  | +3 |
| 2.   | Romagnano       | 3  | 2 | 1 | 0 | 1 | 3  | 2  | +1 |
| 3.   | Molassana Boero | 0  | 2 | 0 | 0 | 2 | 0  | 4  | -4 |

| 12 settembre 2004 | Piossasco       | 2 - 0 | Romagnano       |  |
| 19 settembre 2004 | Romagnano       | 3 - 0 | Molassana Boero |  |
| 26 settembre 2004 | Molassana Boero | 0 - 1 | Piossasco       |  |

### Girone 3
| Pos. | Squadra       | Pt | G | V | N | P | GF | GS | DR  |
| ---- | ------------- | -- | - | - | - | - | -- | -- | --- |
| 1.   | Torino        | 6  | 2 | 2 | 0 | 0 | 27 | 0  | +27 |
| 2.   | Biellese      | 3  | 2 | 1 | 0 | 1 | 2  | 21 | -19 |
| 3.   | Juventus 1978 | 0  | 2 | 0 | 0 | 2 | 1  | 9  | -8  |

| 12 settembre 2004 | Juventus 1978 | 0 - 7  | Torino        |  |
| 18 settembre 2004 | Torino        | 20 - 0 | Biellese      |  |
| 26 settembre 2004 | Biellese      | 2 - 1  | Juventus 1978 |  |

### Girone 4
| Pos. | Squadra           | Pt | G | V | N | P | GF | GS | DR |
| ---- | ----------------- | -- | - | - | - | - | -- | -- | -- |
| 1.   | Alessandria       | 6  | 2 | 2 | 0 | 0 | 7  | 1  | +6 |
| 2.   | Quart Le Violette | 1  | 2 | 0 | 1 | 1 | 2  | 4  | -2 |
| 3.   | La Chivasso       | 1  | 2 | 0 | 1 | 1 | 1  | 5  | -4 |

| 12 settembre 2004 | La Chivasso       | 1 - 1 | Quart Le Violette |  |
| 19 settembre 2004 | Quart Le Violette | 1 - 3 | Alessandria       |  |
| 26 settembre 2004 | Alessandria       | 4 - 0 | La Chivasso       |  |

### Girone 5
| Pos. | Squadra         | Pt | G | V | N | P | GF | GS | DR |
| ---- | --------------- | -- | - | - | - | - | -- | -- | -- |
| 1.   | Atalanta        | 6  | 2 | 2 | 0 | 0 | 8  | 1  | +7 |
| 2.   | Pro Bergamo     | 1  | 2 | 0 | 1 | 1 | 2  | 4  | -2 |
| 3.   | Porto Mantovano | 1  | 2 | 0 | 1 | 1 | 3  | 8  | -5 |

| 12 settembre 2004 | Atalanta        | 2 - 0 | Pro Bergamo     |  |
| 19 settembre 2004 | Porto Mantovano | 1 - 6 | Atalanta        |  |
| 26 settembre 2004 | Pro Bergamo     | 2 - 2 | Porto Mantovano |  |

### Girone 6
| Pos. | Squadra        | Pt | G | V | N | P | GF | GS | DR  |
| ---- | -------------- | -- | - | - | - | - | -- | -- | --- |
| 1.   | Fiamma Monza   | 6  | 2 | 2 | 0 | 0 | 17 | 0  | +17 |
| 2.   | Como 2000      | 3  | 2 | 1 | 0 | 1 | 4  | 9  | -5  |
| 3.   | Aurora Bergamo | 0  | 2 | 0 | 0 | 2 | 2  | 14 | -12 |

| 12 settembre 2004 | Fiammamonza    | 7 - 0  | Como 2000      |  |
| 18 settembre 2004 | Fiammamonza    | 10 - 0 | Aurora Bergamo |  |
| 26 settembre 2004 | Aurora Bergamo | 2 - 4  | Como 2000      |  |

### Girone 7
| Pos. | Squadra             | Pt | G | V | N | P | GF | GS | DR |
| ---- | ------------------- | -- | - | - | - | - | -- | -- | -- |
| 1.   | Tradate Abbiate     | 6  | 2 | 2 | 0 | 0 | 3  | 1  | +2 |
| 2.   | Vallassinese Holcim | 3  | 2 | 1 | 0 | 1 | 5  | 3  | +2 |
| 3.   | Spezia              | 0  | 2 | 0 | 0 | 2 | 1  | 5  | -4 |

| 11 settembre 2004 | Vallassinese Holcim | 4 - 1 | Spezia              |  |
| 19 settembre 2004 | Tradate Abbiate     | 2 - 1 | Vallassinese Holcim |  |
| 26 settembre 2004 | Spezia              | 0 - 1 | Tradate Abbiate     |  |

### Girone 8
| Pos. | Squadra   | Pt | G | V | N | P | GF | GS | DR |
| ---- | --------- | -- | - | - | - | - | -- | -- | -- |
| 1.   | ACF Milan | 4  | 2 | 1 | 1 | 0 | 4  | 2  | +2 |
| 2.   | Riozzese  | 3  | 2 | 1 | 0 | 1 | 8  | 5  | +3 |
| 3.   | Mantova   | 1  | 2 | 0 | 1 | 1 | 1  | 6  | -5 |

| 15 settembre 2004 | Milan    | 4 - 2 | Riozzese |  |
| 19 settembre 2004 | Mantova  | 0 - 0 | Milan    |  |
| 26 settembre 2004 | Riozzese | 6 - 1 | Mantova  |  |

### Girone 9
| Pos. | Squadra          | Pt | G | V | N | P | GF | GS | DR  |
| ---- | ---------------- | -- | - | - | - | - | -- | -- | --- |
| 1.   | Bardolino Verona | 6  | 2 | 2 | 0 | 0 | 19 | 2  | +17 |
| 2.   | Trento           | 3  | 2 | 1 | 0 | 1 | 7  | 10 | -3  |
| 3.   | Clarentia        | 0  | 2 | 0 | 0 | 2 | 1  | 15 | -14 |

| 15 settembre 2004 | Trento    | 2 - 9  | Bardolino |  |
| 18 settembre 2004 | Bardolino | 10 - 0 | Clarentia |  |
| 26 settembre 2004 | Clarentia | 1 - 5  | Trento    |  |

### Girone 10
| Pos. | Squadra             | Pt | G | V | N | P | GF | GS | DR |
| ---- | ------------------- | -- | - | - | - | - | -- | -- | -- |
| 1.   | Vicenza             | 4  | 2 | 1 | 1 | 0 | 4  | 3  | +1 |
| 2.   | Real Ronzani        | 3  | 2 | 1 | 0 | 1 | 6  | 4  | +2 |
| 3.   | Fortitudo Mozzecane | 1  | 2 | 0 | 1 | 1 | 0  | 3  | -3 |

| 12 settembre 2004 | Real Ronzani        | 3 - 4 | Vicenza             |  |
| 19 settembre 2004 | Vicenza             | 0 - 0 | Fortitudo Mozzecane |  |
| 26 settembre 2004 | Fortitudo Mozzecane | 0 - 3 | Real Ronzani        |  |

### Girone 11
| Pos. | Squadra          | Pt | G | V | N | P | GF | GS | DR |
| ---- | ---------------- | -- | - | - | - | - | -- | -- | -- |
| 1.   | Libertas Pasiano | 4  | 2 | 1 | 1 | 0 | 3  | 1  | +2 |
| 2.   | Laghi            | 2  | 2 | 0 | 2 | 0 | 2  | 2  | 0  |
| 3.   | Vittorio Veneto  | 1  | 2 | 0 | 1 | 1 | 1  | 3  | -2 |

| 12 settembre 2004 | Vittorio Veneto  | 1 - 1 | Laghi            |  |
| 19 settembre 2004 | Laghi            | 1 - 1 | Libertas Pasiano |  |
| 26 settembre 2004 | Libertas Pasiano | 2 - 0 | Vittorio Veneto  |  |

### Girone 12
| Pos. | Squadra        | Pt | G | V | N | P | GF | GS | DR |
| ---- | -------------- | -- | - | - | - | - | -- | -- | -- |
| 1.   | Tavagnacco     | 6  | 3 | 2 | 0 | 1 | 6  | 5  | +1 |
| 2.   | Chiasiellis    | 4  | 3 | 1 | 1 | 1 | 5  | 6  | -1 |
| 3.   | Rivignano      | 4  | 3 | 1 | 1 | 1 | 7  | 6  | +1 |
| 4.   | Pol. San Marco | 2  | 3 | 0 | 2 | 1 | 7  | 8  | -1 |

| 12 settembre 2004 | Rivignano      | 3 - 0 | Tavagnacco     |  |
| 12 settembre 2004 | Chiasiellis    | 2 - 2 | Pol. San Marco |  |
| 18 settembre 2004 | Tavagnacco     | 4 - 1 | Chiasiellis    |  |
| 19 settembre 2004 | Pol. San Marco | 4 - 4 | Rivignano      |  |
| 25 settembre 2004 | Pol. San Marco | 1 - 2 | Tavagnacco     |  |
| 26 settembre 2004 | Chiasiellis    | 2 - 0 | Rivignano      |  |

### Girone 13
| Pos. | Squadra       | Pt | G | V | N | P | GF | GS | DR |
| ---- | ------------- | -- | - | - | - | - | -- | -- | -- |
| 1.   | VeneziaJesolo | 4  | 2 | 1 | 1 | 0 | 3  | 2  | +1 |
| 2.   | Barcon        | 3  | 2 | 1 | 0 | 1 | 6  | 5  | +1 |
| 3.   | Gordige       | 1  | 2 | 0 | 1 | 1 | 2  | 4  | -2 |

| 12 settembre 2004 | Barcon        | 2 - 3 | VeneziaJesolo |  |
| 19 settembre 2004 | VeneziaJesolo | 0 - 0 | Gordige       |  |
| 26 settembre 2004 | Gordige       | 2 - 4 | Barcon        |  |

### Girone 14
| Pos. | Squadra            | Pt | G | V | N | P | GF | GS | DR  |
| ---- | ------------------ | -- | - | - | - | - | -- | -- | --- |
| 1.   | Packcenter Imolese | 7  | 3 | 2 | 1 | 0 | 11 | 1  | +10 |
| 2.   | Bologna CF         | 7  | 3 | 2 | 1 | 0 | 5  | 3  | +2  |
| 3.   | Nuova Lugo         | 3  | 3 | 1 | 0 | 2 | 3  | 9  | -6  |
| 4.   | Castelvecchio      | 0  | 3 | 0 | 0 | 3 | 2  | 8  | -6  |

| 12 settembre 2004 | Packcenter Imolese | 1 - 1 | Bologna            |  |
| 12 settembre 2004 | Nuova Lugo         | 2 - 1 | Castelvecchio      |  |
| 19 settembre 2004 | Castelvecchio      | 0 - 4 | Packcenter Imolese |  |
| 19 settembre 2004 | Bologna            | 2 - 1 | Nuova Lugo         |  |
| 26 settembre 2004 | Nuova Lugo         | 0 - 6 | Packcenter Imolese |  |
| 26 settembre 2004 | Castelvecchio      | 1 - 2 | Bologna            |  |

### Girone 15
| Pos. | Squadra            | Pt | G | V | N | P | GF | GS | DR  |
| ---- | ------------------ | -- | - | - | - | - | -- | -- | --- |
| 1.   | Agliana            | 9  | 3 | 3 | 0 | 0 | 15 | 0  | +15 |
| 2.   | Livorno            | 6  | 3 | 2 | 0 | 1 | 3  | 4  | -1  |
| 3.   | Valdarno           | 1  | 3 | 0 | 1 | 2 | 2  | 10 | -8  |
| 4.   | Atletico Pisa 2003 | 1  | 3 | 0 | 1 | 2 | 2  | 8  | -6  |

| 11 settembre 2004 | Agliana            | 7 - 0 | Valdarno           |  |
| 12 settembre 2004 | Atletico Pisa 2003 | 0 - 2 | Livorno            |  |
| 19 settembre 2004 | Livorno            | 0 - 4 | Agliana            |  |
| 19 settembre 2004 | Valdarno           | 2 - 2 | Atletico Pisa 2003 |  |
| 25 settembre 2004 | Agliana            | 4 - 0 | Atletico Pisa 2003 |  |
| 26 settembre 2004 | Livorno            | 1 - 0 | Valdarno           |  |

### Girone 16
| Pos. | Squadra  | Pt | G | V | N | P | GF | GS | DR |
| ---- | -------- | -- | - | - | - | - | -- | -- | -- |
| 1.   | Reggiana | 6  | 2 | 2 | 0 | 0 | 9  | 2  | +7 |
| 2.   | Firenze  | 3  | 2 | 1 | 0 | 1 | 7  | 6  | +1 |
| 3.   | Carrara  | 0  | 2 | 0 | 0 | 2 | 2  | 10 | -8 |

| 11 settembre 2004 | Reggiana | 5 - 0 | Carrara  |  |
| 19 settembre 2004 | Firenze  | 2 - 4 | Reggiana |  |
| 26 settembre 2004 | Carrara  | 2 - 5 | Firenze  |  |

### Girone 17
| Pos. | Squadra              | Pt | G | V | N | P | GF | GS | DR |
| ---- | -------------------- | -- | - | - | - | - | -- | -- | -- |
| 1.   | Cervia               | 7  | 3 | 2 | 1 | 0 | 5  | 1  | +4 |
| 2.   | Montale 2000         | 6  | 3 | 2 | 0 | 1 | 7  | 3  | +4 |
| 3.   | Virtus Torre Pedrera | 2  | 3 | 0 | 2 | 1 | 3  | 6  | -3 |
| 4.   | Dinamo Ravenna       | 1  | 3 | 0 | 1 | 2 | 2  | 7  | -5 |

| 12 settembre 2004 | Cervia               | 3 - 0 | Dinamo Ravenna       |  |
| 12 settembre 2004 | Montale 2000         | 4 - 1 | Virtus Torre Pedrera |  |
| 19 settembre 2004 | Virtus Torre Pedrera | 0 - 0 | Cervia               |  |
| 19 settembre 2004 | Dinamo Ravenna       | 0 - 2 | Montale 2000         |  |
| 26 settembre 2004 | Cervia               | 2 - 1 | Montale 2000         |  |
| 26 settembre 2004 | Virtus Torre Pedrera | 2 - 2 | Dinamo Ravenna       |  |

### Girone 18
| Pos. | Squadra                  | Pt | G | V | N | P | GF | GS | DR |
| ---- | ------------------------ | -- | - | - | - | - | -- | -- | -- |
| 1.   | Vigor Senigallia         | 6  | 2 | 2 | 0 | 0 | 8  | 0  | +8 |
| 2.   | Rimeco Italia            | 3  | 2 | 1 | 0 | 1 | 3  | 5  | -2 |
| 3.   | Multimarche San Severino | 0  | 2 | 0 | 0 | 2 | 1  | 7  | -6 |

| 11 settembre 2004 | Vigor Senigallia         | 4 - 0 | Rimeco Italia            |  |
| 19 settembre 2004 | Multimarche San Severino | 0 - 4 | Vigor Senigallia         |  |
| 26 settembre 2004 | Rimeco Italia            | 3 - 1 | Multimarche San Severino |  |

### Girone 19
| Pos. | Squadra            | Pt | G | V | N | P | GF | GS | DR  |
| ---- | ------------------ | -- | - | - | - | - | -- | -- | --- |
| 1.   | Perugia Grifo      | 9  | 3 | 3 | 0 | 0 | 12 | 1  | +11 |
| 2.   | Girls Roseto       | 6  | 3 | 2 | 0 | 1 | 10 | 4  | +6  |
| 3.   | Queen Pescara      | 3  | 3 | 1 | 0 | 2 | 2  | 9  | -7  |
| 4.   | Porto Sant'Elpidio | 0  | 3 | 0 | 0 | 3 | 2  | 12 | -10 |

| 12 settembre 2004 | Girls Roseto       | 6 - 1 | Porto Sant'Elpidio |  |
| 12 settembre 2004 | Perugia Grifo      | 5 - 0 | Queen Pescara      |  |
| 19 settembre 2004 | Queen Pescara      | 1 - 4 | Girls Roseto       |  |
| 19 settembre 2004 | Porto Sant'Elpidio | 1 - 5 | Perugia Grifo      |  |
| 26 settembre 2004 | Perugia Grifo      | 2 - 0 | Girls Roseto       |  |
| 26 settembre 2004 | Queen Pescara      | 1 - 0 | Porto Sant'Elpidio |  |

### Girone 20
| Pos. | Squadra          | Pt | G | V | N | P | GF | GS | DR |
| ---- | ---------------- | -- | - | - | - | - | -- | -- | -- |
| 1.   | M. Matese Bojano | 6  | 2 | 2 | 0 | 0 | 8  | 0  | +8 |
| 2.   | San Gregorio     | 3  | 2 | 1 | 0 | 1 | 5  | 7  | -2 |
| 3.   | Campobasso       | 0  | 2 | 0 | 0 | 2 | 2  | 8  | -6 |

| 11 settembre 2004 | M. Matese Bojano | 3 - 0 | Campobasso       |  |
| 19 settembre 2004 | San Gregorio     | 0 - 5 | M. Matese Bojano |  |
| 26 settembre 2004 | Campobasso       | 2 - 5 | San Gregorio     |  |

### Girone 21
| Pos. | Squadra            | Pt | G | V | N | P | GF | GS | DR |
| ---- | ------------------ | -- | - | - | - | - | -- | -- | -- |
| 1.   | A.D. Decimum Lazio | 6  | 2 | 2 | 0 | 0 | 5  | 1  | +4 |
| 2.   | Roma CF            | 3  | 2 | 1 | 0 | 1 | 2  | 2  | 0  |
| 3.   | Sezze              | 0  | 2 | 0 | 0 | 2 | 2  | 6  | -4 |

| 11 settembre 2004 | Lazio | 4 - 1 | Sezze |  |
| 19 settembre 2004 | Roma  | 0 - 1 | Lazio |  |
| 26 settembre 2004 | Sezze | 1 - 2 | Roma  |  |

### Girone 22
| Pos. | Squadra       | Pt | G | V | N | P | GF | GS | DR |
| ---- | ------------- | -- | - | - | - | - | -- | -- | -- |
| 1.   | Athena Recale | 3  | 2 | 1 | 0 | 1 | 3  | 2  | +1 |
| 2.   | Salernitana   | 3  | 2 | 1 | 0 | 1 | 2  | 2  | 0  |
| 3.   | Venus Napoli  | 3  | 2 | 1 | 0 | 1 | 2  | 3  | -1 |

| 12 settembre 2004 | Salernitana   | 2 - 0 | Venus Napoli  |  |
| 19 settembre 2004 | Athena Recale | 2 - 0 | Salernitana   |  |
| 26 settembre 2004 | Venus Napoli  | 2 - 1 | Athena Recale |  |

### Girone 23
| Pos. | Squadra           | Pt | G | V | N | P | GF | GS | DR  |
| ---- | ----------------- | -- | - | - | - | - | -- | -- | --- |
| 1.   | Villaputzu        | 7  | 3 | 2 | 1 | 0 | 13 | 2  | +11 |
| 2.   | Villacidro        | 4  | 3 | 1 | 1 | 1 | 3  | 3  | 0   |
| 3.   | Football Cagliari | 4  | 3 | 1 | 1 | 1 | 6  | 4  | +2  |
| 4.   | Sulcis            | 1  | 3 | 0 | 1 | 2 | 1  | 14 | -13 |

| 12 settembre 2004 | Cagliari   | 2 - 2 | Villaputzu |  |
| 12 settembre 2004 | Sulcis     | 1 - 1 | Villacidro |  |
| 19 settembre 2004 | Villacidro | 2 - 0 | Cagliari   |  |
| 19 settembre 2004 | Villaputzu | 9 - 0 | Sulcis     |  |
| 26 settembre 2004 | Cagliari   | 4 - 0 | Sulcis     |  |
| 26 settembre 2004 | Villacidro | 0 - 2 | Villaputzu |  |

### Girone 24
| Pos. | Squadra           | Pt | G | V | N | P | GF | GS | DR  |
| ---- | ----------------- | -- | - | - | - | - | -- | -- | --- |
| 1.   | Atletico Oristano | 9  | 3 | 3 | 0 | 0 | 22 | 0  | +22 |
| 2.   | Olbia             | 6  | 3 | 2 | 0 | 1 | 9  | 7  | +2  |
| 3.   | Alghero           | 3  | 3 | 1 | 0 | 2 | 4  | 12 | -8  |
| 4.   | Caprera           | 0  | 3 | 0 | 0 | 3 | 2  | 18 | -16 |

| 12 settembre 2004 | Caprera           | 1 - 4 | Alghero           |  |
| 15 settembre 2004 | Atletico Oristano | 6 - 0 | Olbia             |  |
| 19 settembre 2004 | Caprera           | 0 - 9 | Atletico Oristano |  |
| 19 settembre 2004 | Alghero           | 0 - 4 | Olbia             |  |
| 25 settembre 2004 | Alghero           | 0 - 7 | Atletico Oristano |  |
| 29 settembre 2004 | Olbia             | 5 - 1 | Caprera           |  |

### Girone 25
| Pos. | Squadra        | Pt | G | V | N | P | GF | GS | DR |
| ---- | -------------- | -- | - | - | - | - | -- | -- | -- |
| 1.   | Barletta       | 6  | 2 | 2 | 0 | 0 | 8  | 1  | +7 |
| 2.   | Nuova Bari     | 3  | 2 | 1 | 0 | 1 | 3  | 2  | +1 |
| 3.   | Atletico Lecce | 0  | 2 | 0 | 0 | 2 | 0  | 8  | -8 |

| 12 settembre 2004 | Barletta       | 2 - 1 | Nuova Bari     |  |
| 19 settembre 2004 | Nuova Bari     | 2 - 0 | Atletico Lecce |  |
| 26 settembre 2004 | Atletico Lecce | 0 - 6 | Barletta       |  |

### Girone 26
| Pos. | Squadra             | Pt | G | V | N | P | GF | GS | DR |
| ---- | ------------------- | -- | - | - | - | - | -- | -- | -- |
| 1.   | Olimpica Corigliano | 9  | 3 | 3 | 0 | 0 | 6  | 0  | +6 |
| 2.   | Unione delle Valli  | 6  | 3 | 2 | 0 | 1 | 4  | 5  | -1 |
| 3.   | C.U.S. Cosenza      | 3  | 3 | 1 | 0 | 2 | 4  | 3  | +1 |
| 4.   | Pro Reggina 97      | 0  | 3 | 0 | 0 | 3 | 1  | 7  | -6 |

| 12 settembre 2004 | C.U.S. Cosenza      | 3 - 0 | Pro Reggina 97      |  |
| 12 settembre 2004 | Olimpica Corigliano | 3 - 0 | Unione delle Valli  |  |
| 19 settembre 2004 | Unione delle Valli  | 2 - 1 | C.U.S. Cosenza      |  |
| 19 settembre 2004 | Pro Reggina 97      | 0 - 2 | Olimpica Corigliano |  |
| 26 settembre 2004 | C.U.S. Cosenza      | 0 - 1 | Olimpica Corigliano |  |
| 26 settembre 2004 | Pro Reggina 97      | 1 - 2 | Unione delle Valli  |  |

### Girone 27
| Pos. | Squadra              | Pt | G | V | N | P | GF | GS | DR |
| ---- | -------------------- | -- | - | - | - | - | -- | -- | -- |
| 1.   | Ludos Palermo        | 3  | 2 | 1 | 0 | 1 | 2  | 2  | 0  |
| 2.   | Latte Puccio Palermo | 3  | 2 | 1 | 0 | 1 | 2  | 2  | 0  |
| 3.   | Puccio Palermo       | 3  | 2 | 1 | 0 | 1 | 1  | 1  | 0  |

| 12 settembre 2004 | Latte Puccio Palermo | 1 - 2 | Ludos Palermo        |  |
| 19 settembre 2004 | Ludos Palermo        | 0 - 1 | Puccio Palermo       |  |
| 26 settembre 2004 | Puccio Palermo       | 0 - 1 | Latte Puccio Palermo |  |

### Girone 28
| Pos. | Squadra     | Pt | G | V | N | P | GF | GS | DR |
| ---- | ----------- | -- | - | - | - | - | -- | -- | -- |
| 1.   | Gravina     | 6  | 2 | 2 | 0 | 0 | 6  | 2  | +4 |
| 2.   | Orlandia 97 | 3  | 2 | 1 | 0 | 1 | 3  | 3  | 0  |
| 3.   | Marsala     | 0  | 2 | 0 | 0 | 2 | 2  | 6  | -4 |

| 12 settembre 2004 | Gravina Catania | 4 - 1 | Marsala         |  |
| 19 settembre 2004 | Marsala         | 1 - 2 | Orlandia 97     |  |
| 26 settembre 2004 | Orlandia 97     | 1 - 2 | Gravina Catania |  |

## Secondo turno
Le gare di andata del secondo turno sono state giocate tra il 2 e il 17 ottobre 2004, mentre le gare di ritorno il 7 novembre 2004.
| Squadra 1                 | Totale         | Squadra 2           | Andata | Ritorno |
| ------------------------- | -------------- | ------------------- | ------ | ------- |
| Torino                    | 9 - 3          | Alessandria         | 7 - 0  | 2 - 3   |
| Bardolino                 | 18 - 0         | Vicenza             | 12 - 0 | 6 - 0   |
| Sampierdanese Serra Riccò | 3 - 3 (g.f.c.) | Piossasco           | 1 - 1  | 2 - 2   |
| Fiammamonza               | 7 - 1          | Atalanta            | 3 - 1  | 4 - 0   |
| Tradate Abbiate           | 1 - 3          | Milan               | 0 - 2  | 1 - 1   |
| Libertas Pasiano          | 2 - 4          | Tavagnacco          | 1 - 1  | 1 - 3   |
| VeneziaJesolo             | 2 - 5          | Packcenter Imolese  | 1 - 2  | 1 - 3   |
| Cervia                    | 2 - 3          | Vigor Senigallia    | 0 - 1  | 2 - 2   |
| Perugia Grifo             | 2 - 5          | M. Matese Bojano    | 1 - 4  | 1 - 1   |
| Villaputzu                | 1 - 9          | Atletico Oristano   | 0 - 2  | 1 - 7   |
| Barletta                  | 1 - 3          | Olimpica Corigliano | 0 - 0  | 1 - 3   |
| Agliana                   | 0 - 2          | Reggiana            | 0 - 1  | 0 - 1   |
| Lazio                     | 2 - 1          | Athena Recale       | 2 - 1  | 0 - 1   |
| Ludos Palermo             | 3 - 0 (a tav.) | Gravina Catania     | 1 - 2  | sospesa |

## Ottavi di finale
Agli ottavi di finale sono state ammesse le 14 vincitrici del secondo turno più la Torres, campione in carica, e l'Athena Recale come miglior perdente del secondo turno. Le gare di andata degli ottavi di finale sono state giocate il 20 e il 21 novembre 2004, mentre le gare di ritorno l'8 dicembre 2004.
| Squadra 1           | Totale         | Squadra 2          | Andata | Ritorno |
| ------------------- | -------------- | ------------------ | ------ | ------- |
| Torino              | 5 - 0          | Athena Recale      | 5 - 0  | 0 - 0   |
| Bardolino           | 1 - 1 (g.f.c.) | Torres             | 1 - 1  | 0 - 0   |
| Tavagnacco          | 1 - 4          | Milan              | 1 - 1  | 0 - 3   |
| Vigor Senigallia    | 1 - 0          | Sampierdanese      | 1 - 0  | 0 - 0   |
| Lazio               | 4 - 4          | Bojano             | 2 - 1  | 2 - 3   |
| Olimpica Corigliano | 2 - 9          | Packcenter Imolese | 1 - 1  | 1 - 8   |
| Ludos Palermo       | 0 - 4          | Atletico Oristano  | 0 - 4  | n.d.    |
| Reggiana            | 1 - 1 (g.f.c.) | Fiammamonza        | 0 - 0  | 1 - 1   |

## Quarti di finale
Le gare di andata dei quarti di finale sono state giocate tra il 2 e il 14 marzo 2005, mentre le gare di ritorno il 30 marzo 2005.
| Squadra 1        | Totale | Squadra 2          | Andata | Ritorno |
| ---------------- | ------ | ------------------ | ------ | ------- |
| Reggiana         | 0 - 1  | Milan              | 0 - 1  | 0 - 0   |
| Lazio            | 0 - 7  | Atletico Oristano  | 0 - 4  | 0 - 3   |
| Torino           | 2 - 6  | Torres             | 1 - 3  | 1 - 3   |
| Vigor Senigallia | 2 - 1  | Packcenter Imolese | 1 - 1  | 1 - 0   |

## Semifinali
Le gare di andata delle semifinali sono state giocate il 4 maggio 2005, mentre le gare di ritorno l'11 e il 12 maggio 2005.
| Squadra 1        | Totale         | Squadra 2         | Andata | Ritorno |
| ---------------- | -------------- | ----------------- | ------ | ------- |
| Vigor Senigallia | 3 - 3 (g.f.c.) | Milan             | 1 - 1  | 2 - 2   |
| Torres           | 12 - 3         | Atletico Oristano | 6 - 0  | 6 - 3   |

## Finale
| Arbitro: | Squizzato (Verona) |

|                                |           |  |
| Pedersen 28’ Ceroni 44’ (rig.) | Marcatori |  |